# B. J. Widick
Branko John Widick (* 25. Oktober 1910 in Okučani, heute in Kroatien; † 28. Juni 2008 in Ann Arbor, Michigan) war ein US-amerikanischer politischer Aktivist und Gewerkschafter.

## Leben
Widick studierte an der University of Akron in Ohio. 1934 machte er seinen Abschluss in Ökonomie. Im selben Jahr wurde er Mitglied der Communist League of America und 1938 Mitglied der neugegründeten Socialist Workers Party. Nach einer Spaltung in der SWP unterstützte er ab 1940 die Workers Party. Er schrieb für ihre Blätter Labor Action und New International, häufig unter Pseudonym. Nach dem Zweiten Weltkrieg wurde er Gewerkschafter bei den United Auto Workers. Ab Ende der 1960er-Jahre lehrte er als Professor für labor studies an der Wayne State University in Detroit und der Columbia University in New York. 1983 setzte er sich zur Ruhe.

## Schriften
- (mit Irving Howe): The UAW and Walter Reuther. Random House, 1949
- Labor Today: The Triumphs and Failures of Unionism in the United States. Houghton, 1964
- Detroit: City of Race and Class Violence. Quadrangle, 1972; überarbeitete Fassung: Wayne State University Press, 1989
- Auto Work and Its Discontents. Johns Hopkins University Press, 1976